# Maison personnelle de l'architecte Eugène Delatte
 (juin 2019).
L’immeuble situé au 41, avenue Bergmann à Ixelles a été conçu par l’architecte Eugène Delatte pour son usage personnel et lui a valu deux prix d'architecture.

## Architecte
Eugène Delatte nait le 18 avril 1910 à Thieu (Hainaut) et meurt le 7 novembre 1997. Il est de nationalité belge. Il étudie de 1928 à 1931 à la Sint-Lucasschool de Mons et à l’Institut supérieur des arts décoratifs La Cambre
. 
En 1932, il collabore dans l’atelier d'Henry Van de Velde, jusqu'en 1935. La même année, il s’affirme en tant qu’architecte indépendant tout en poursuivant sa collaboration avec Van de Velde. Il lui succédera dans la construction du Blandijn, une extension de l’institut supérieur d’arts et d’archéologie commandée par le ministère des travaux public en 1946 et située près de la Place Saint-Pierre à Gand. Le projet est réalisé par Henry Van de Velde, Eugène Delatte et Fernand Steppé. En 1954, à cause de nombreux problèmes administratifs et des souhaits de l’université de Gand, Henry Van de Velde âgé de 91 ans quitte le projet et le confie à Eugène Delatte. Le Blandijn deviendra la construction la plus connue de l’architecte.
En tant qu’architecte indépendant, il construira des bâtiments de différentes typologies. Il a gagné de nombreux prix (Van de Ven 1955).

## Description de la façade
Le bâtiment s’implante dans un quartier qui a été créé dans les années 1930 lors des premières versions de l’aménagement du quartier 
Les maisons sont principalement résidentielles et construites au cours des années 1950, dominées par le style moderniste.
Le jardinet devant la maison est délimité par des murets et des grilles d’origine. Il est orné depuis toujours d’une sculpture d’une figure féminine d'André Willequet (1924-1998) amis de l’architecte. Les courbes de la sculpture contrastent avec la façade rectiligne. Elle attire le regard des passants.
La maison personnelle de Eugène Delatte a 3 niveaux et est en retrait des immeubles mitoyens. Le bâtiment a une largeur de 7,60 m et fait 12,50 m de profondeur.
Le rez-de-chaussée constitué de brique jaune forme une base solide. Ce mur est percé de deux portes en bois peintes en blanc. La porte d’entrée est munie de carreaux en verre dans un quadrillage et encadrée d’une baie étroite. La porte de garage est en accordéon horizontal. 
La façade est sobre en décoration. Elle est rythmée par des poutres et des poteaux en bois foncé qui prennent toutes la largeur de la façade. Cette structure en bois vernis est de Yand (teck). Ces poutres et poteaux foncés contrastent avec le reste de la façade claire ce qui fait ressortir le quadrillage de celle-ci. Le plan intérieur ne suit pas cette rigidité avec son mur central incliné et son escalier en demi-cercle.
Il y a cinq portes-fenêtres au premier et deuxième étage qui suivent le rythme du quadrillage. Ces fenêtres sont identiques bien qu’il y ait un salon au premier et deux chambres au second. Ces grandes portes-fenêtres occupent une grande portion de la façade. Ces fenêtres sont munies de volet en accordéon blanc pour garder le contraste avec la structure.
Les garde-corps prennent toute la largeur et sont inclinés pour pouvoir y placer des jardinières.
Le toit est recouvert de tuiles rouges et est percé côté rue d’une verrière. La corniche en bois est d’origine.
Eugène Delatte a reçu plusieurs prix pour cette maison : 19e Prix d'Architecture Van de Ven en 1955 ainsi que la première mention au concours national d'architecture fondé par l'Industrie belge du Bois.

### EBook
- docplayer, Eugène Delatte,       (consulté le 12/04/19)
- Ebook Philippe Bovy, Delphine Cugnon, "A LA DECOUVERTE DE L'HISTOIRE D’IXELLES", Maison communale d’Ixelles 168 chaussée d’Ixelles - 1050 Bruxelles, sept 2003, pp. 11.  (consulté le 12/04/19)